# Office of Strategic Influence
Office of Strategic Influence (OSI) – amerykańska supergrupa wykonująca muzykę z pogranicza rocka i metalu progresywnego, powstała w 2002 roku. Nazwę grupy zaczerpnięto od krótko istniejącego biura rządowego w Stanach Zjednoczonych, powstałego po zamachu z 11 września 2001, utworzonego celem pospiesznego wspierania propagandy sprzyjającej USA zarówno w amerykańskich, jak i zagranicznych mediach.
Pierwszy skład, wówczas nienazwanej grupy utworzyli perkusista Mike Portnoy, gitarzysta Jim Matheos, klawiszowiec Kevin Moore, basista Sean Malone oraz wokalista Daniel Gildenlöw. Jeszcze w 2002 roku skład opuścił Gildenlöw, którego funkcję przejął Moore. W czerwcu, także 2002 roku muzycy zarejestrowali debiutancki album studyjny zatytułowany Office of Strategic Influence. Nagrania trafiły do sprzedaży 4 lutego 2003 roku nakładem wytwórni muzycznej InsideOut Music. Wydawnictwo było promowane teledyskiem do utworu „Horseshoes and B-52’s”. Nagrania odniosły nieznaczny sukces w Niemczech, Francji i Stanach Zjednoczonych, trafiając na tamtejsze listy przebojów.
W 2004 roku skład zespołu opuścił Sean Malone. Grupa nie zdecydowała się na angaż nowego muzyka. Rok później formacja zarejestrowała materiał na drugi album długogrający. Płyta zatytułowana Free została wydana 31 marca 2006 roku. Partie gitary basowej na płycie gościnnie nagrał Joey Vera, muzyk związany poprzednio m.in. z zespołem Anthrax. Materiał promowany teledyskiem do utworu „Free” nie spotkał się z szerszym zainteresowaniem publiczności. 9 października, także 2006 roku został wydany pierwszy minialbum zespołu pt. re:free. Na płycie znalazły się remiksy utworów pochodzących z albumu Free.
W 2008 roku na tle różnic personalnych Mike Portnoy odszedł z zespołu. W jego miejsce grupa zatrudniła muzyka sesyjnego – Gavina Harrisona, perkusistę znanego z występów w zespole Porcupine Tree. 27 kwietnia 2009 roku ukazał się trzeci album studyjny zespołu pt. Blood. Gościnnie w nagraniach wzięli udział wokaliści Tim Bowness, członek formacji No-Man i Mikael Åkerfeldt, lider grupy Opeth. W maju 2010 roku grupa podpisała nowy kontrakt wydawniczy z wytwórnią płytową Metal Blade Records. 27 marca 2012 roku ukazał się czwarty album długogrający zespołu zatytułowany Fire Make Thunder. Partie perkusji na płycie ponownie zarejestrował Gavin Harrison. Materiał promowany teledyskiem do utworu „For Nothing” znalazł 2,4 tys. nabywców w Stanach Zjednoczonych w przeciągu dwóch tygodni od dnia premiery.

## Dyskografia
Albumy
| Office of Strategic Influence           | - Data: 4 lutego 2003 - Wydawca: InsideOut Music     | 31 | 149 | 92 |                  |
| Free                                    | - Data: 31 marca 2006 - Wydawca: InsideOut Music     | –  | –   | –  |                  |
| Blood                                   | - Data: 27 kwietnia 2009 - Wydawca: InsideOut Music  | –  | –   | –  | - USA: 0,7 tys.+ |
| Fire Make Thunder                       | - Data: 27 marca 2012 - Wydawca: Metal Blade Records | –  | –   | –  | - USA: 2,4 tys.+ |
| „–” oznacza, że album nie był notowany. |                                                      |    |     |    |                  |

Minialbumy
| Tytuł   | Dane dot. albumu                                    |
| ------- | --------------------------------------------------- |
| re:free | - Data: 9 października 2006 - Wydawca: Burning Shed |

## Teledyski
| Tytuł                   | Rok  | Reżyseria       | Album                         | Źródło |
| ----------------------- | ---- | --------------- | ----------------------------- | ------ |
| „Horseshoes and B-52’s” | 2003 | Kevin Moore     | Office of Strategic Influence | [ 8 ]  |
| „Free”                  | 2006 | Andreas Nilsson | Free                          | [ 12 ] |
| „For Nothing”           | 2012 | Jimmy Ahlander  | Fire Make Thunder             | [ 19 ] |